# Ixias
Genre
Ixias est un genre de lépidoptères (papillons) de la famille des Pieridae et de la sous-famille des Pierinae.

## Liste des espèces
- Ixias flavipennis Grose-Smith, 1885.
- Ixias kuehni Röber, 1891.
- Ixias malumsinicum Thieme, 1896.
- Ixias marianne (Cramer, 1779).
- Ixias paluensis (Cramer, 1779).
- Ixias piepersii Snellen, 1878.
- Ixias pyrene (Linnaeus, 1764).
- Ixias reinwardtii (Vollenhoven, 1860).
- Ixias venilia (Godart, 1819).
- Ixias vollenhovii Wallace, 1867.